# Операција Приједор 95
Операција Приједор 95 био је кодни назив операције Војске Републике Српске за одбрану Приједора и преосталог дијела Санског Моста који је остао под српском конгролом. Ово је такође била последња операција ВРС и битка у рату у Босни. У бици Армија Републике Босне и Херцеговине снаге су покушале да заузму Оштру Лику и Приједор, али су у процесу још више угрозили позицију Санског Моста.

## Ток догађаја
Дана 12. октобра 1995. године, примирје је ступило на снагу у Босни и Херцеговини. Међутим, командант 5. корпуса, генерал Атиф Дудаковић je издао наредбу својим трупама да се офанзива настави и да се заузму Приједор и Бања Лука. Убрзо је 5. корпус АРБиХ, тачније оперативна група Центар била под нападом 43. приједорске моторизоване бригаде ВРС, на сјевероисточним дијеловима Санског Моста., што је принудило снаге 5. корпуса да обуставе офанзивне акције и пређу у одбрану, где наредних недељу дана бране Сански Мост од контраофанзиве јединица ВРС. Снаге АРБиХ су претрпјеле велике губитке на линији Копривна — Алишићи — Усорци, и постојала је могућност да Сански Мост падне под контролу Републике Српске. Од 13. до 17. октобра, из правца Санског Моста на ужи дио града Приједора испаљене су 64 гранате, али без значајног успјеха. У том муслиманском бомбардовању погинуло је једно лице а 18 је било рањено. Борбе су обустављене 20. октобра.

## Последице
Када је мапа Дејтонског споразума завршена у децембру 1995. године, дио општине Сански Мост који је до краја рата остао у српским рукама постао је властита општина под именом Оштра Лука.